# Liebe ist (Lied)
Liebe ist ist ein Lied der deutschen Sängerin Nena. Es wurde im 28. Februar 2005 vorab als erste Single aus dem Studioalbum Willst du mit mir gehn veröffentlicht. Das Lied ist die Titelmelodie der Serie Verliebt in Berlin. Liebe ist führte zwei Wochen lang die deutschen Singles-Charts an und war damit Nenas zweiter Nummer-eins-Hit nach 99 Luftballons von 1983 und zugleich ihre erste Nummer eins als Solo-Künstlerin.

## Chartplatzierungen
| ChartsChartplatzierungen | Höchstplatzierung | Wochen |
| ------------------------ | ----------------- | ------ |
| Deutschland (GfK)        | 1 (21 Wo.)        | 21     |
| Österreich (Ö3)          | 2 (27 Wo.)        | 27     |
| Schweiz (IFPI)           | 8 (20 Wo.)        | 20     |

## Auszeichnungen für Musikverkäufe
| Land/Region        | Auszeichnungen für Musikverkäufe (Land/Region, Auszeichnung, Verkäufe) | Verkäufe |
| ------------------ | ---------------------------------------------------------------------- | -------- |
| Deutschland (BVMI) | Gold                                                                   | 150.000  |
| Insgesamt          | 1× Gold ·                                                              | 150.000  |